# China Taipei en el Clásico Mundial de Béisbol 2006

## Róster del Clásico Mundial de Béisbol 2006
Lanzadores
- Chien-Ming Chian (姜建銘) - Gigantes de Yomiuri (Japón)
- Wei-Ming Chu (朱尉銘) - Ballenas de Chinatrust (Taiwán)
- Chu-Chian Hsu (許竹見) - Cobras de Macoto Cobras (Taiwán)
- Wen-Hsun Hsu (許文雄) - La New Bears (Taiwán)
- Chun-Chung Huang (黃俊中) - La New Bears (Taiwán)
- Po-Hsuan Ken (耿伯軒) - sucursales de Toronto Blue Jays
- Hong-Chih Kuo (郭泓志) - Los Angeles Dodgers
- En-Yu Lin (林恩宇) - Cobras de Macoto (Taiwán)
- Ein-Chie Lin (林英傑) - Águilas Doradas de Tohoku Rakuten (Japón)
- Wei-Lun Pan (潘威倫) - Uni-Lions (Taiwán)
- En-Feng Tsai (蔡英峰) - La New Bears (Taiwán)
- Sun-Wei Tseng (增菘瑋) - Toros de Fubon
- Chien-Ful Yang (陽建福) - Toros de Sinon Bulls (Japón)
- Yao-Hsun Yang (陽耀勳) - Halcones de Fukuoka SoftBank (Japón)

Receptores
- Feng-Ming Chen (陳峰民) - La New Bears (Taiwán)
- Chi-Kang Kao (高志綱) - Uni-Lions (Taiwán)
- Chuen-Chang Yei (葉君璋) - Toros de Sinon (Taiwán)

Jugadores de cuadro
- Tai-Shan Chang (張泰山) - Toros de Sinon (Taiwán)
- Yun-Chi Chen (陳鏞基) - sucursales de Seattle Mariners
- Chang-Ming Cheng (鄭昌明) - Ballenas de Chinatrust (Taiwán)
- Chia-Hsian Hsieh (謝佳賢) - Cobras de Macoto (Taiwán)
- Chin-Lung Hu (胡金龍) - sucursales de Los Angeles Dodgers
- Chi-Shen Lin (林智勝) - La New Bears (Taiwán)
- Chie-Hsao Yang (陽仲壽) - Hokkaido Nippon Ham Fighters (Japón)
- Sun Yang (陽森) - Uni-Lions (Taiwán)

Jardineros
- Chi-Yao Chan (詹智堯) - Toros de Fubon Bull
- Chia-Hao Chang (張家浩) - Toros de Sinon (Taiwán)
- Chien-Ming Chang (張建銘) - Toros de Sinon (Taiwán)
- Lung-Yi Huang (黃龍義) - La New Bears (Taiwán)
- Wei-Chu Lin (林威助) - Tigres de Hanshin (Japón)

Manejador
- Hua-Wei Lin (林華韋)